# Period eye
Le terme anglais period eye est une méthode d'analyse utilisée par les historiens de l’art. Le concept a été élaboré par Michael Baxandall et décrit dans son ouvrage Painting and Experience in Fifteenth-Century Italy: A Primer in the Social History of Pictorial Style ou L’Oeil du quattrocento : l’usage de la peinture dans l’Italie de la Renaissance, dans lequel il l’a utilisé pour décrire les conditions culturelles dans lesquelles l'art était créé, perçu et compris durant la Renaissance. Avec cette méthode, Baxandall tente de reconstituer l’équipement mental des commanditaires italiens de cette époque afin de mieux comprendre le contexte de création des artistes du quattrocento. Il défend ainsi la thèse selon laquelle la culture influencerait l’esthétique des oeuvres à la Renaissance. L’œil, ou le goût esthétique de l’époque, s’adapterait ainsi à sa période, à l’horizon d’attente des commanditaires.